# کرشوو
کرشوو (به لاتین: Krševo) یک منطقهٔ مسکونی در مونته‌نگرو است که در شهرداری توزی واقع شده‌است. کرشوو ۱۶۴ نفر جمعیت دارد.